# Ministri delle finanze della Bulgaria
I ministri delle finanze della Bulgaria dal 1879 ad oggi sono i seguenti.

## Lista

### Principato di Bulgaria (1879-1908)
| Ministro                     | Ministro         | Ministro                                    | Partito                                 | Governo              | Mandato           | Mandato           |
| Ministro                     | Ministro         | Ministro                                    | Partito                                 | Governo              | Inizio            | Fine              |
| ---------------------------- | ---------------- | ------------------------------------------- | --------------------------------------- | -------------------- | ----------------- | ----------------- |
| Finanze                      |                  |                                             |                                         |                      |                   |                   |
|                              |                  | Grigor Načovič (1845-1920)                  | Partito Conservatore                    | Burmov               | 17 luglio 1879    | 6 dicembre 1879   |
| Drumev I                     | 6 dicembre 1879  | Grigor Načovič (1845-1920)                  | Partito Conservatore                    | 7 aprile 1880        |                   |                   |
|                              |                  | Petko Karavelov (1843-1903)                 | Partito Liberale                        | Cankov I             | 7 aprile 1880     | 10 dicembre 1880  |
| Karavelov I                  | 10 dicembre 1880 | Petko Karavelov (1843-1903)                 | Partito Liberale                        | 9 maggio 1881        |                   |                   |
|                              |                  | Georgi Želazkovič (1829-1889)               | Partito Conservatore                    | Ehrnrooth            | 9 maggio 1881     | 13 luglio 1881    |
| Sesto governo della Bulgaria | 13 luglio 1881   | Georgi Želazkovič (1829-1889)               | Partito Conservatore                    | 12 gennaio 1882      |                   |                   |
| Sesto governo della Bulgaria |                  |                                             | Grigor Načovič (1845-1920)              | Partito Conservatore | 12 gennaio 1882   | 6 luglio 1882     |
| Sobolev                      | 6 luglio 1882    | 15 marzo 1883                               | Grigor Načovič (1845-1920)              | Partito Conservatore |                   |                   |
| Sobolev                      |                  |                                             | Leonid Sobolev (ad interim) (1844-1913) | Indipendente         | 15 marzo 1883     | 18 marzo 1883     |
| Sobolev                      |                  |                                             | Todor Burmov (1834-1906)                | Partito Conservatore | 18 marzo 1883     | 19 settembre 1883 |
|                              |                  | Grigor Načovič (1845-1920)                  | Partito Conservatore                    | Cankov II            | 19 settembre 1883 | 14 gennaio 1884   |
|                              |                  | Mihail Sarafov (1854-1924)                  | Partito Liberale                        | Cankov III           | 14 gennaio 1884   | 11 luglio 1984    |
|                              |                  | Petko Karavelov (1843-1903)                 | Partito Liberale                        | Karavelov II         | 11 luglio 1984    | 21 agosto 1886    |
|                              |                  | Todor Burmov (1834-1906)                    | Partito Conservatore                    | Drumev II            | 21 agosto 1886    | 24 agosto 1886    |
|                              |                  | Ivan Gešov (1849-1924)                      | Partito Conservatore                    | Karavelov III        | 24 agosto 1886    | 28 agosto 1886    |
|                              |                  | Grigor Načovič (ad interim) (1845-1920)     | Partito Conservatore                    | Radoslavov I         | 28 agosto 1886    | 7 settembre 1886  |
|                              |                  | Ivan Gešov (1849-1924)                      | Partito Conservatore                    | Radoslavov I         | 7 settembre 1886  | 30 novembre 1886  |
|                              |                  | Vasil Radoslavov (ad interim) (1854-1929)   | Partito Liberale Popolare               | Radoslavov I         | 30 novembre 1886  | 12 luglio 1887    |
|                              |                  | Konstantin Stoilov (ad interim) (1853-1901) | Partito Conservatore                    | Stoilov I            | 12 luglio 1887    | 1º settembre 1887 |
|                              |                  | Grigor Načovič (1845-1920)                  | Partito Conservatore                    | Stambolov            | 1º settembre 1887 | 24 dicembre 1888  |
|                              |                  | Ivan Salabašev (1853-1924)                  | Partito Liberale Popolare               | Stambolov            | 24 dicembre 1888  | 16 giugno 1890    |
|                              |                  | Georgi Živkov (ad interim) (1844-1899)      | Partito Liberale Popolare               | Stambolov            | 16 giugno 1890    | 14 novembre 1890  |
|                              |                  | Hristo Belčev (1857-1891)                   | Partito Liberale Popolare               | Stambolov            | 14 novembre 1890  | 27 marzo 1891†    |
|                              |                  | Grigor Načovič (1845-1920)                  | Partito Liberale Popolare               | Stambolov            | 31 marzo 1891     | 30 novembre 1892  |
|                              |                  | Ivan Salabašev (1853-1924)                  | Partito Liberale Popolare               | Stambolov            | 30 novembre 1892  | 31 maggio 1894    |
|                              |                  | Ivan Gešov (1849-1924)                      | Partito Popolare                        | Stoilov II           | 31 maggio 1894    | 22 dicembre 1894  |
| Stoilov III                  | 22 dicembre 1894 | Ivan Gešov (1849-1924)                      | Partito Popolare                        | 7 settembre 1897     |                   |                   |
| Stoilov III                  |                  |                                             | Teodor Teodorov (1859-1924)             | Partito Popolare     | 7 settembre 1897  | 30 gennaio 1899   |
|                              |                  | Mihail Tenev (1856-1943)                    | Partito Liberale (Radoslavisti)         | Grekov               | 30 gennaio 1899   | 13 ottobre 1899   |
| Ivančov I                    | 13 ottobre 1899  | Mihail Tenev (1856-1943)                    | Partito Liberale (Radoslavisti)         | 10 dicembre 1900     |                   |                   |
|                              |                  | Todor Ivančov (1858-1905)                   | Indipendente                            | Ivančov II           | 10 dicembre 1900  | 21 gennaio 1901   |
|                              |                  | Hristo Bončev (ad interim) (1861-1942)      | Indipendente                            | Petrov I             | 21 gennaio 1901   | 4 marzo 1901      |
|                              |                  | Petko Karavelov (1843-1903)                 | Partito Democratico                     | Karavelov IV         | 4 marzo 1901      | 4 gennaio 1902    |
|                              |                  | Mihail Sarafov (1854-1924)                  | Partito Liberale Progressista           | Danev I              | 4 gennaio 1902    | 17 novembre 1902  |
| Danev II                     | 17 novembre 1902 | Mihail Sarafov (1854-1924)                  | Partito Liberale Progressista           | 31 marzo 1903        |                   |                   |
| Danev III                    | 31 marzo 1903    | Mihail Sarafov (1854-1924)                  | Partito Liberale Progressista           | 18 maggio 1903       |                   |                   |
|                              |                  | Anton Manušev (1864-1903)                   | Partito Liberale Popolare               | Petrov II            | 18 maggio 1903    | 21 agosto 1903 †  |
|                              |                  | Lazar Pajakov (1860-1910)                   | Partito Liberale Popolare               | Petrov II            | 6 settembre 1903  | 4 novembre 1906   |
| Petkov                       | 4 novembre 1906  | Lazar Pajakov (1860-1910)                   | Partito Liberale Popolare               | 12 marzo 1907        |                   |                   |
| Stančov                      | 12 marzo 1907    | Lazar Pajakov (1860-1910)                   | Partito Liberale Popolare               | 16 marzo 1907        |                   |                   |
| Gudev                        | 16 marzo 1907    | Lazar Pajakov (1860-1910)                   | Partito Liberale Popolare               | 29 gennaio 1908      |                   |                   |

### Regno di Bulgaria (1908-1946)
| Ministro        | Ministro          | Ministro                                | Partito                                                              | Governo                          | Mandato          | Mandato           |
| Ministro        | Ministro          | Ministro                                | Partito                                                              | Governo                          | Inizio           | Fine              |
| --------------- | ----------------- | --------------------------------------- | -------------------------------------------------------------------- | -------------------------------- | ---------------- | ----------------- |
| Finanze         |                   |                                         |                                                                      |                                  |                  |                   |
|                 |                   | Ivan Salabašev (1853-1924)              | Partito Democratico                                                  | Malinov I                        | 29 gennaio 1908  | 18 settembre 1910 |
|                 |                   | Andrej Ljapčev (1866-1933)              | Partito Democratico                                                  | Malinov II                       | 16 marzo 1907    | 29 marzo 1911     |
|                 |                   | Teodor Teodorov (1859-1924)             | Partito Popolare                                                     | Gešov                            | 29 marzo 1911    | 14 giugno 1913    |
| Danev IV        | 14 giugno 1913    | Teodor Teodorov (1859-1924)             | Partito Popolare                                                     | 17 luglio 1913                   |                  |                   |
|                 |                   | Dimităr Tončev (1859-1937)              | Partito dei Giovani Liberali                                         | Radoslavov II                    | 17 luglio 1913   | 30 dicembre 1913  |
| Radoslavov III  | 30 dicembre 1913  | Dimităr Tončev (1859-1937)              | Partito dei Giovani Liberali                                         | 21 giugno 1918                   |                  |                   |
|                 |                   | Andrej Ljapčev (1866-1933)              | Partito Democratico                                                  | Malinov III                      | 21 giugno 1918   | 17 ottobre 1918   |
| Malinov IV      | 17 ottobre 1918   | Andrej Ljapčev (1866-1933)              | Partito Democratico                                                  | 28 novembre 1918                 |                  |                   |
|                 |                   | Stojan Danev (1858-1949)                | Partito Liberale Progressista                                        | Teodorov I                       | 28 novembre 1918 | 7 maggio 1919     |
| Teodorov II     | 7 maggio 1919     | Stojan Danev (1858-1949)                | Partito Liberale Progressista                                        | 6 ottobre 1919                   |                  |                   |
| Stambolijski I  | 6 ottobre 1919    | Stojan Danev (1858-1949)                | Partito Liberale Progressista                                        | 16 aprile 1920                   |                  |                   |
| Stambolijski I  |                   |                                         | Rajko Daskalov (ad interim) (1886-1923)                              | Unione Nazionale Agraria Bulgara | 16 aprile 1920   | 22 maggio 1920    |
| Stambolijski I  |                   |                                         | Marko Turlakov (1872-1940)                                           | Unione Nazionale Agraria Bulgara | 22 maggio 1920   | 9 febbraio 1923   |
|                 |                   | Petăr Janev (1896-1925)                 | Unione Nazionale Agraria Bulgara                                     | Stambolijski II                  | 9 febbraio 1923  | 9 giugno 1923     |
|                 |                   | Petăr Todorov (1881-1955)               | Partito Radicale Democratico (1923) Alleanza Democratica (1923-1926) | Cankov I                         | 9 giugno 1923    | 22 settembre 1923 |
|                 | Cankov II         | Petăr Todorov (1881-1955)               | Partito Radicale Democratico (1923) Alleanza Democratica (1923-1926) | 22 settembre 1923                | 4 gennaio 1926   |                   |
|                 |                   | Vladimir Mollov (1873-1935)             | Alleanza Democratica                                                 | Ljapčev I                        | 4 gennaio 1926   | 12 settembre 1928 |
| Ljapčev II      | 12 settembre 1928 | Vladimir Mollov (1873-1935)             | Alleanza Democratica                                                 | 15 maggio 1930                   |                  |                   |
| Ljapčev III     | 15 maggio 1930    | Vladimir Mollov (1873-1935)             | Alleanza Democratica                                                 | 29 giugno 1931                   |                  |                   |
|                 |                   | Aleksandăr Girginov (1879-1953)         | Partito Democratico                                                  | Malinov V                        | 29 giugno 1931   | 7 settembre 1931  |
|                 |                   | Stefan Stefanov (1876-1946)             | Partito Democratico                                                  | Mušanov I                        | 7 settembre 1931 | 12 ottobre 1931   |
| Mušanov II      | 12 ottobre 1931   | Stefan Stefanov (1876-1946)             | Partito Democratico                                                  | 31 dicembre 1932                 |                  |                   |
| Mušanov III     | 31 dicembre 1932  | Stefan Stefanov (1876-1946)             | Partito Democratico                                                  | 19 maggio 1934                   |                  |                   |
|                 |                   | Petăr Todorov (1881-1955)               | Zveno                                                                | Georgiev I                       | 19 maggio 1934   | 22 gennaio 1935   |
|                 |                   | Mihail Kalenderov (1887-1954)           | Indipendente                                                         | Zlatev                           | 22 gennaio 1935  | 21 aprile 1935    |
|                 |                   | Marko Rjaskov (1883-1972)               | Indipendente                                                         | Tošev                            | 21 aprile 1935   | 15 novembre 1935  |
|                 |                   | Stojčo Mošanov (ad interim) (1883-1972) | Indipendente                                                         | Tošev                            | 15 novembre 1935 | 23 novembre 1935  |
|                 |                   | Kiril Gunev (1887-1949)                 | Indipendente                                                         | Kjoseivanov I                    | 23 novembre 1935 | 4 luglio 1936     |
| Kjoseivanov II  | 4 luglio 1936     | Kiril Gunev (1887-1949)                 | Indipendente                                                         | 14 novembre 1938                 |                  |                   |
| Kjoseivanov III | 14 novembre 1938  | Kiril Gunev (1887-1949)                 | Indipendente                                                         | 23 ottobre 1939                  |                  |                   |
|                 |                   | Dobri Božilov (1884-1945)               | Indipendente                                                         | Kjoseivanov IV                   | 23 ottobre 1939  | 15 febbraio 1940  |
| Filov I         | 15 febbraio 1940  | Dobri Božilov (1884-1945)               | Indipendente                                                         | 11 aprile 1942                   |                  |                   |
| Filov II        | 11 aprile 1942    | Dobri Božilov (1884-1945)               | Indipendente                                                         | 14 settembre 1943                |                  |                   |
| Božilov         | 14 settembre 1943 | Dobri Božilov (1884-1945)               | Indipendente                                                         | 1º giugno 1944                   |                  |                   |
|                 |                   | Dimităr Savov (1887-1951)               | Indipendente                                                         | Bagrjanov                        | 1º giugno 1944   | 2 settembre 1944  |
|                 |                   | Aleksandăr Girginov (1879-1953)         | Partito Democratico                                                  | Muraviev                         | 2 settembre 1944 | 9 settembre 1944  |
|                 |                   | Petko Stajnov (1879-1973)               | Indipendente                                                         | Georgiev II                      | 9 settembre 1944 | 16 agosto 1945    |
|                 |                   | Stančo Čolakov (1879-1973)              | Zveno                                                                | Georgiev II                      | 17 agosto 1945   | 31 marzo 1946     |
|                 |                   | Ivan Stefanov (1899-1980)               | Partito Comunista Bulgaro                                            | Georgiev III                     | 31 marzo 1946    | 23 novembre 1946  |

### Repubblica Popolare di Bulgaria (1946-1990)
| Ministro | Ministro          | Ministro                  | Partito                                                                 | Governo                   | Mandato           | Mandato          |
| Ministro | Ministro          | Ministro                  | Partito                                                                 | Governo                   | Inizio            | Fine             |
| --- | ----------------- | ------------------------- | ----------------------------------------------------------------------- | ------------------------- | ----------------- | ---------------- |
| Finanze |                   |                           |                                                                         |                           |                   |                  |
| |                   | Ivan Stefanov (1899-1980) | Partito Comunista Bulgaro                                               | Dimitrov I                | 23 novembre 1946  | 12 dicembre 1947 |
| Dimitrov II | 12 dicembre 1947  | Ivan Stefanov (1899-1980) | Partito Comunista Bulgaro                                               | 20 luglio 1949            |                   |                  |
| Kolarov I | 20 luglio 1949    | Ivan Stefanov (1899-1980) | Partito Comunista Bulgaro                                               | 6 agosto 1949             |                   |                  |
| Kolarov I |                   |                           | Petko Kunin (1900-1978)                                                 | Partito Comunista Bulgaro | 6 agosto 1949     | 8 ottobre 1949   |
| Kolarov I |                   |                           | Kiril Lazarov (1895-1980)                                               | Partito Comunista Bulgaro | 8 ottobre 1949    | 20 gennaio 1950  |
| Kolarov II | 20 gennaio 1950   | 20 gennaio 1954           | Kiril Lazarov (1895-1980)                                               | Partito Comunista Bulgaro |                   |                  |
| Červenkov | 20 gennaio 1954   | 18 aprile 1956            | Kiril Lazarov (1895-1980)                                               | Partito Comunista Bulgaro |                   |                  |
| Jugov I | 18 aprile 1956    | 15 gennaio 1958           | Kiril Lazarov (1895-1980)                                               | Partito Comunista Bulgaro |                   |                  |
| Jugov II | 15 gennaio 1958   | 17 marzo 1962             | Kiril Lazarov (1895-1980)                                               | Partito Comunista Bulgaro |                   |                  |
| Jugov III | 17 marzo 1962     | 27 novembre 1962          | Kiril Lazarov (1895-1980)                                               | Partito Comunista Bulgaro |                   |                  |
| |                   | Dimităr Popov (1912-1982) | Partito Comunista Bulgaro                                               | Živkov I                  | 27 novembre 1962  | 12 marzo 1966    |
| Živkov II | 12 marzo 1966     | Dimităr Popov (1912-1982) | Partito Comunista Bulgaro                                               | 9 luglio 1971             |                   |                  |
| Todorov I | 9 luglio 1971     | Dimităr Popov (1912-1982) | Partito Comunista Bulgaro                                               | 17 giugno 1976            |                   |                  |
| |                   | Belčo Belčev (1932-2008)  | Partito Comunista Bulgaro                                               | Todorov II                | 17 giugno 1976    | 18 giugno 1981   |
| Filipov | 18 giugno 1981    | Belčo Belčev (1932-2008)  | Partito Comunista Bulgaro                                               | 19 giugno 1986            |                   |                  |
| Atanasov | 19 giugno 1986    | Belčo Belčev (1932-2008)  | Partito Comunista Bulgaro                                               | 19 agosto 1987            |                   |                  |
| Dal 19 agosto 1987 al 20 novembre 1989, le competenze del Ministero delle finanze sono trasferite al Ministero dell'economia e della pianificazione |                   |                           |                                                                         |                           |                   |                  |
| |                   | Belčo Belčev (1932-2008)  | Partito Comunista Bulgaro (1989-1990) Partito Socialista Bulgaro (1990) | Atanasov                  | 24 novembre 1989  | 8 febbraio 1990  |
| | Lukanov I         | Belčo Belčev (1932-2008)  | Partito Comunista Bulgaro (1989-1990) Partito Socialista Bulgaro (1990) | 8 febbraio 1990           | 21 settembre 1990 |                  |
| Lukanov II | 21 settembre 1990 | Belčo Belčev (1932-2008)  | Partito Comunista Bulgaro (1989-1990) Partito Socialista Bulgaro (1990) | 15 novembre 1990          |                   |                  |

### Repubblica di Bulgaria (1990-presente)
| Ministro   | Ministro        | Ministro                       | Partito                                          | Governo          | Mandato           | Mandato           |
| Ministro   | Ministro        | Ministro                       | Partito                                          | Governo          | Inizio            | Fine              |
| ---------- | --------------- | ------------------------------ | ------------------------------------------------ | ---------------- | ----------------- | ----------------- |
| Finanze    |                 |                                |                                                  |                  |                   |                   |
|            |                 | Belčo Belčev (1932-2008)       | Partito Socialista Bulgaro                       | Lukanov II       | 15 novembre 1990  | 22 dicembre 1990  |
|            |                 | Ivan Kostov (1949)             | Unione delle Forze Democratiche                  | Popov            | 22 dicembre 1990  | 8 novembre 1991   |
| Dimitrov   | 8 novembre 1991 | Ivan Kostov (1949)             | Unione delle Forze Democratiche                  | 30 dicembre 1992 |                   |                   |
|            |                 | Stojan Aleksandrov (1949-2020) | Indipendente                                     | Berov            | 30 dicembre 1992  | 17 ottobre 1994   |
|            |                 | Hristina Vučeva (1937-2020)    | Indipendente                                     | Indžova          | 17 ottobre 1994   | 25 gennaio 1995   |
|            |                 | Dimităr Kostov (1957)          | Indipendente                                     | Videnov          | 25 gennaio 1995   | 12 febbraio 1997  |
|            |                 | Svetoslav Gavrijski (1948)     | Indipendente                                     | Sofijanski       | 12 febbraio 1997  | 21 maggio 1997    |
|            |                 | Muravej Radev (1947)           | Unione delle Forze Democratiche                  | Kostov           | 21 maggio 1997    | 24 luglio 2001    |
|            |                 | Milen Velčev (1966)            | Movimento Nazionale Simeone Secondo              | Sakskoburggocki  | 24 luglio 2001    | 17 agosto 2005    |
|            |                 | Plamen Orešarski (1960)        | Indipendente                                     | Stanišev         | 17 agosto 2005    | 27 luglio 2009    |
|            |                 | Simeon Djan̆kov (1970)          | Cittadini per lo Sviluppo Europeo della Bulgaria | Borisov I        | 27 luglio 2009    | 13 marzo 2013     |
|            |                 | Kalin Hristov (1960)           | Indipendente                                     | Rajkov           | 13 marzo 2013     | 29 maggio 2013    |
|            |                 | Petăr Čobanov (1976)           | Partito Socialista Bulgaro                       | Orešarski        | 29 maggio 2013    | 6 agosto 2014     |
|            |                 | Rumen Porožanov (1964)         | Cittadini per lo Sviluppo Europeo della Bulgaria | Bliznaški        | 6 agosto 2014     | 7 novembre 2014   |
|            |                 | Vladislav Goranov (1977)       | Cittadini per lo Sviluppo Europeo della Bulgaria | Borisov II       | 7 novembre 2014   | 27 gennaio 2017   |
|            |                 | Kiril Ananiev (1955)           | Cittadini per lo Sviluppo Europeo della Bulgaria | Gerdžikov        | 27 gennaio 2017   | 4 maggio 2017     |
|            |                 | Vladislav Goranov (1977)       | Cittadini per lo Sviluppo Europeo della Bulgaria | Borisov III      | 4 maggio 2017     | 12 maggio 2021    |
|            |                 | Asen Vasilev (1977)            | Indipendente                                     | Janev I          | 12 maggio 2021    | 16 settembre 2021 |
|            |                 | Valeri Belčev (1974)           | Indipendente                                     | Janev II         | 16 settembre 2021 | 13 dicembre 2021  |
|            |                 | Asen Vasilev (1977)            | Continuiamo il Cambiamento                       | Petkov           | 13 dicembre 2021  | 2 agosto 2022     |
|            |                 | Rosica Velkova-Želeva (1972)   | Indipendente                                     | Donev I          | 2 agosto 2022     | 3 febbraio 2023   |
| Donev II   | 3 febbraio 2023 | Rosica Velkova-Želeva (1972)   | Indipendente                                     | 6 giugno 2023    |                   |                   |
|            |                 | Asen Vasilev (1977)            | Continuiamo il Cambiamento                       | Denkov           | 6 giugno 2023     | 9 aprile 2024     |
|            |                 | Lûdmila Petkova (1967)         | Indipendente                                     | Glavčev I        | 9 aprile 2024     | 27 agosto 2024    |
| Glavčev II | 27 agosto 2024  | Lûdmila Petkova (1967)         | Indipendente                                     | 16 gennaio 2025  |                   |                   |
|            |                 | Temenužka Petkova (1967)       | Cittadini per lo Sviluppo Europeo della Bulgaria | Željazkov        | 16 gennaio 2025   | in carica         |